# Liste der Bodendenkmäler in Seehausen am Staffelsee
Auf dieser Seite sind die Bodendenkmäler in der oberbayerischen Gemeinde Seehausen am Staffelsee zusammengestellt. Diese Tabelle ist eine Teilliste der Liste der Bodendenkmäler in Bayern. Grundlage ist die Bayerische Denkmalliste, die auf Basis des Bayerischen Denkmalschutzgesetzes vom 1. Oktober 1973 erstmals erstellt wurde und seither durch das Bayerische Landesamt für Denkmalpflege geführt wird. Die folgenden Angaben ersetzen nicht die rechtsverbindliche Auskunft der Denkmalschutzbehörde.

## Bodendenkmäler der Gemeinde Seehausen am Staffelsee

### Bodendenkmäler in der Gemarkung Seehausen a.Staffelsee
| Lage                              | Objekt | Akten-Nr.     | Bild |
| --------------------------------- | --- | ------------- | ---- |
| Seehausen a.Staffelsee (Standort) | Verebnete Grabhügel vorgeschichtlicher Zeitstellung. | D-1-8233-0014 |      |
| Seehausen a.Staffelsee (Standort) | Verebneter Grabhügel vorgeschichtlicher Zeitstellung. | D-1-8233-0015 |      |
| Seehausen a.Staffelsee (Standort) | Verebnete Grabhügel vorgeschichtlicher Zeitstellung. | D-1-8233-0016 |      |
| Seehausen a.Staffelsee (Standort) | Grabhügel mit Bestattungen der Hallstattzeit. | D-1-8233-0017 |      |
| Seehausen a.Staffelsee (Standort) | Straße der römischen Kaiserzeit (Teilstück der Trasse Augsburg-Brenner) | D-1-8233-0018 |      |
| Seehausen a.Staffelsee (Standort) | Verebnete Grabhügel vorgeschichtlicher Zeitstellung. | D-1-8233-0039 |      |
| Seehausen a.Staffelsee (Standort) | Untertägige spätmittelalterliche und frühneuzeitliche Befunde im Bereich der Katholischen Filialkirche St. Peter und Paul in Rieden. Siehe auch: St. Peter und Paul (Rieden) | D-1-8233-0166 |      |
| Seehausen a.Staffelsee (Standort) | Untertägige frühneuzeitliche Befunde im Bereich von Schloss Rieden und seiner Vorgängerbauten mit zugehöriger Gartenanlage. Siehe auch: Schloss Rieden | D-1-8233-0167 |      |
| Seehausen a.Staffelsee (Standort) | Brückenbauwerk des Mittelalters oder der frühen Neuzeit. | D-1-8333-0033 |      |
| Seehausen a.Staffelsee (Standort) | Siedlung der mittleren und späten römischen Kaiserzeit sowie untertägige mittelalterliche und frühneuzeitliche Befunde im Bereich des ehemaligen Mayer- und späteren Pfarrhofes auf der Insel Wörth und seiner Vorgängerbauten. | D-1-8333-0036 |      |
| Seehausen a.Staffelsee (Standort) | Befestigung der späten römischen Kaiserzeit, abgegangene Kirche und Körpergräber der Merowingerzeit, abgegangenes Kloster karolingisch-ottonischer Zeitstellung (Kloster Staffelsee) und abgegangene Pfarrkirche des Mittelalters und der frühen Neuzeit (St. Michael) mit aufgelassenem Friedhof auf der Insel Wörth in Staffelsee. Siehe auch: Kloster Staffelsee | D-1-8333-0041 |      |
| Seehausen a.Staffelsee (Standort) | Verebnete Grabhügel vorgeschichtlicher Zeitstellung. | D-1-8333-0042 |      |
| Seehausen a.Staffelsee (Standort) | Verebnete Grabhügel vorgeschichtlicher Zeitstellung. | D-1-8333-0043 |      |
| Seehausen a.Staffelsee (Standort) | Verebnete Grabhügel vorgeschichtlicher Zeitstellung. | D-1-8333-0044 |      |
| Seehausen a.Staffelsee (Standort) | Verebnete Grabhügel mit Bestattungen der Hallstattzeit und der frühen Latènezeit. | D-1-8333-0045 |      |
| Seehausen a.Staffelsee (Standort) | Brückenbauwerk des Mittelalters oder der frühen Neuzeit. | D-1-8333-0115 |      |
| Seehausen a.Staffelsee (Standort) | Untertägige frühneuzeitliche Befunde im Bereich der Katholischen Pfarrkirche St. Michael in Seehausen. Siehe auch: St. Michael (Seehausen am Staffelsee) | D-1-8333-0119 |      |
| Seehausen a.Staffelsee (Standort) | Abgegangene Kapelle des Mittelalters oder der frühen Neuzeit (St. Christopherus und die 14 Nothelfer) auf der Insel Wörth. | D-1-8333-0122 |      |
| Seehausen a.Staffelsee (Standort) | Abgegangene Kapelle des späten Mittelalters oder der frühen Neuzeit (St. Jakobus) auf der Insel St. Jakob. | D-1-8333-0123 |      |
| Seehausen a.Staffelsee (Standort) | Archäologische Befunde im Bereich des NS-zeitlichen Außenlagers "Seehausen" des Konzentrationslagers Dachau (1944-1945). | D-1-8333-0125 |      |
| Seehausen a.Staffelsee (Standort) | Untertägige mittelalterliche und frühneuzeitliche Befunde im Bereich der Katholischen Filialkirche St. Mauritius in Riedhausen und ihrer Vorgängerbauten. Siehe auch: St. Mauritius (Riedhausen) | D-1-8333-0127 |      |

### Bodendenkmäler in der Gemarkung Uffing a.Staffelsee
| Lage                           | Objekt                                        | Akten-Nr.     | Bild |
| ------------------------------ | --------------------------------------------- | ------------- | ---- |
| Uffing a.Staffelsee (Standort) | Grabhügel mit Bestattungen der Hallstattzeit. | D-1-8233-0031 |      |